# Syrinx (nimf)

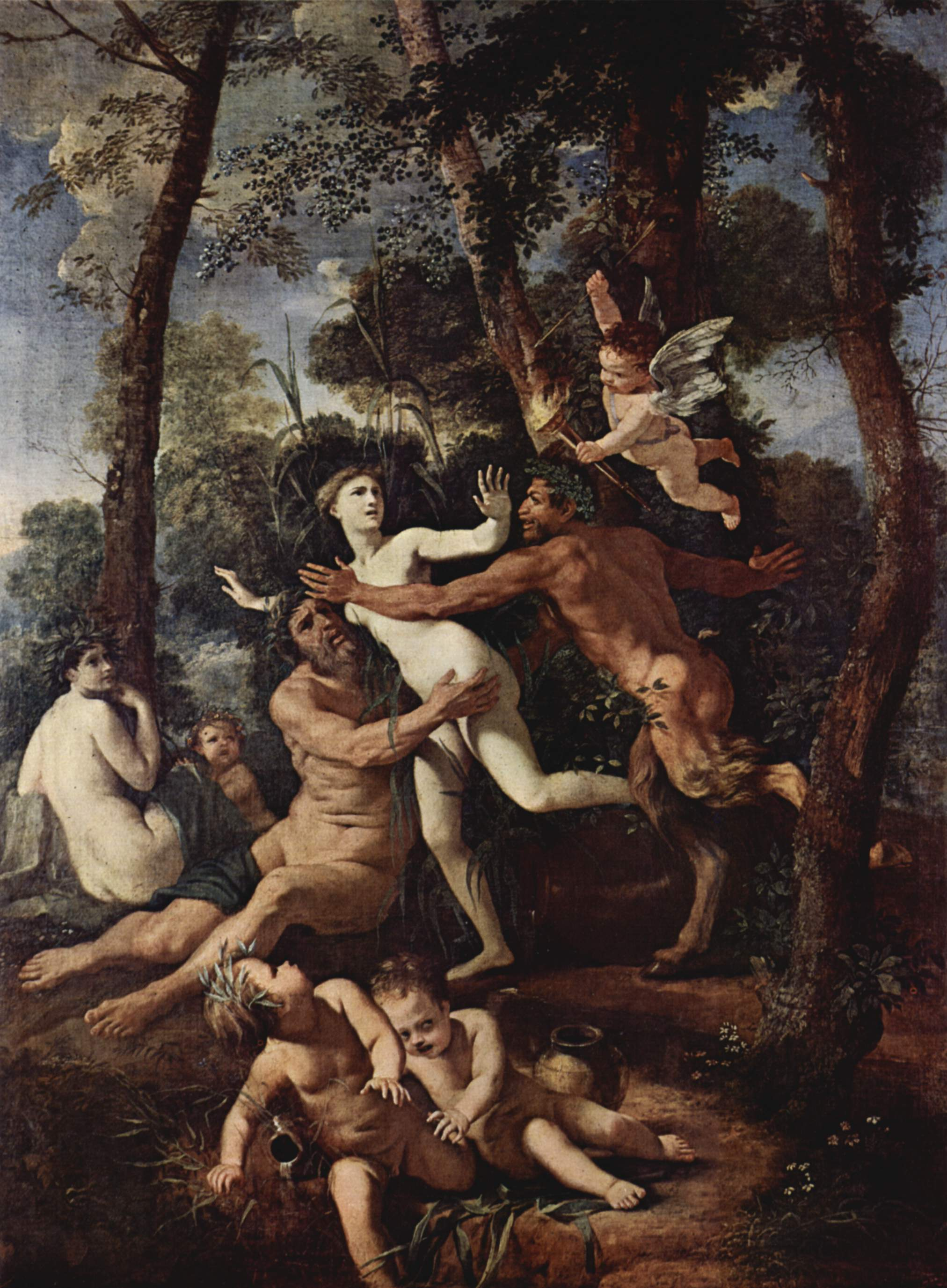
Syrinx vluchtend voor Pan, op een schilderij van Nicolas Poussin

Syrinx (Grieks: Σύριγξ) is in de Griekse mythologie een nimf en leerlinge van de godin Artemis.
Syrinx is een belangrijk figuur in de mythe van de panfluit. Volgens deze mythe werd Syrinx bemind door de god Pan. Op een gegeven moment werd Syrinx achternagezeten door een opgewonden Pan. Syrinx zette het op een lopen, maar strandde bij de rivier Ladon, die zij niet kon passeren. Ten einde raad deed ze een gebed, dat werd verhoord en ertoe leidde dat Syrinx net op tijd veranderde in riet. Pan kon niet anders dan de hoop opgeven en blies gefrustreerd langs het riet. Hij ontdekte dat dit een bepaalde toon gaf en sneed het riet af om er een panfluit van te maken. De oude Grieken noemden deze panfluit syrinx.

## Trivia
- Syrinx is ook de naam van een door Claude Debussy gecomponeerde dwarsfluitsolo.
- Carl Nielsen schreef het orkeststuk Pan en Syrinx.
- De rockband Rush heeft een lied over Syrinx geschreven op het album 2112, getiteld The Temples of Syrinx.
- Het zangorgaan van zangvogels wordt ook een syrinx genoemd. Deze naam heeft betrekking op de mythe van de nimf Syrinx.